# Jaroslav Galia
Jaroslav Galia (31. října 1875 Kopřivnice – 22. května 1941 Praha) byl český hudební skladatel, muzikolog a diplomat.

## Život
Studoval na pražské varhanické škole a Cimrově hudební akademii. Ve skladbě byl jeho učitelem Zdeněk Fibich. V roce 1896 odešel do Ruska a stal sbormistrem opery v Rostově na Donu. V letech 1898 až 1901 učil hudbu na gymnáziu v Novorossijsku. Připojil se k armádě a jako kapelník odcestoval s vojenskou kapelou do Chajlaru v Mandžusko (dnes součást Číny) a Chabarovska. Od roku 1904 působil jako učitel hudby na vojenské škole a na Carské hudební škole v Irkutsku. Zde hodně komponoval a vydal i učebnici harmonie. Sbíral a upravoval písně sibiřských trestanců. Bohužel většina jeho prací byla v revolučních zmatcích zničena. Některé komorní skladby však byly v Irkutsku vydány tiskem. V roce 1919 se připojil k vojsku Československých legií a vrátil se s nimi do vlasti.
Nějaký čas žil v Prostějově a řídil zde pěvecké sdružení Vlastimil. V roce 1921 vstoupil do služeb ministerstva zahraničních věcí a pracoval na našich vyslanectvích v Estonsku a Litvě. I v době svého diplomatického působení popularizoval českou hudbu a psal články do estonských a litevských hudebních časopisů. Byl předsedou Československo-litevské společnosti. Po Mnichovu se vrátil do Prahy a odešel do výslužby. Dále přispíval muzikologickými články do časopisu Hudební zpravodaj.

## Dílo
- Asra (opera komponovaná v době studií na text Františka Sekaniny)
- Pochody na kavkazské motivy
- Katorga (písně sibiřských trestanců)
- Te Deum (provedeno v Kaunasu)
- Requiem
- Balada o zvonech pro velký orchestr
- Scénická hudba k divadelním hrám Edmonda Rostanda
- Scénická hudba k divadelní hře Modrý pták Maurice Maeterlincka
- Příklady k harmonizaci (Irkutsk)
- Nauka o hudbě (rukopis ztracen)